# 첫 등정

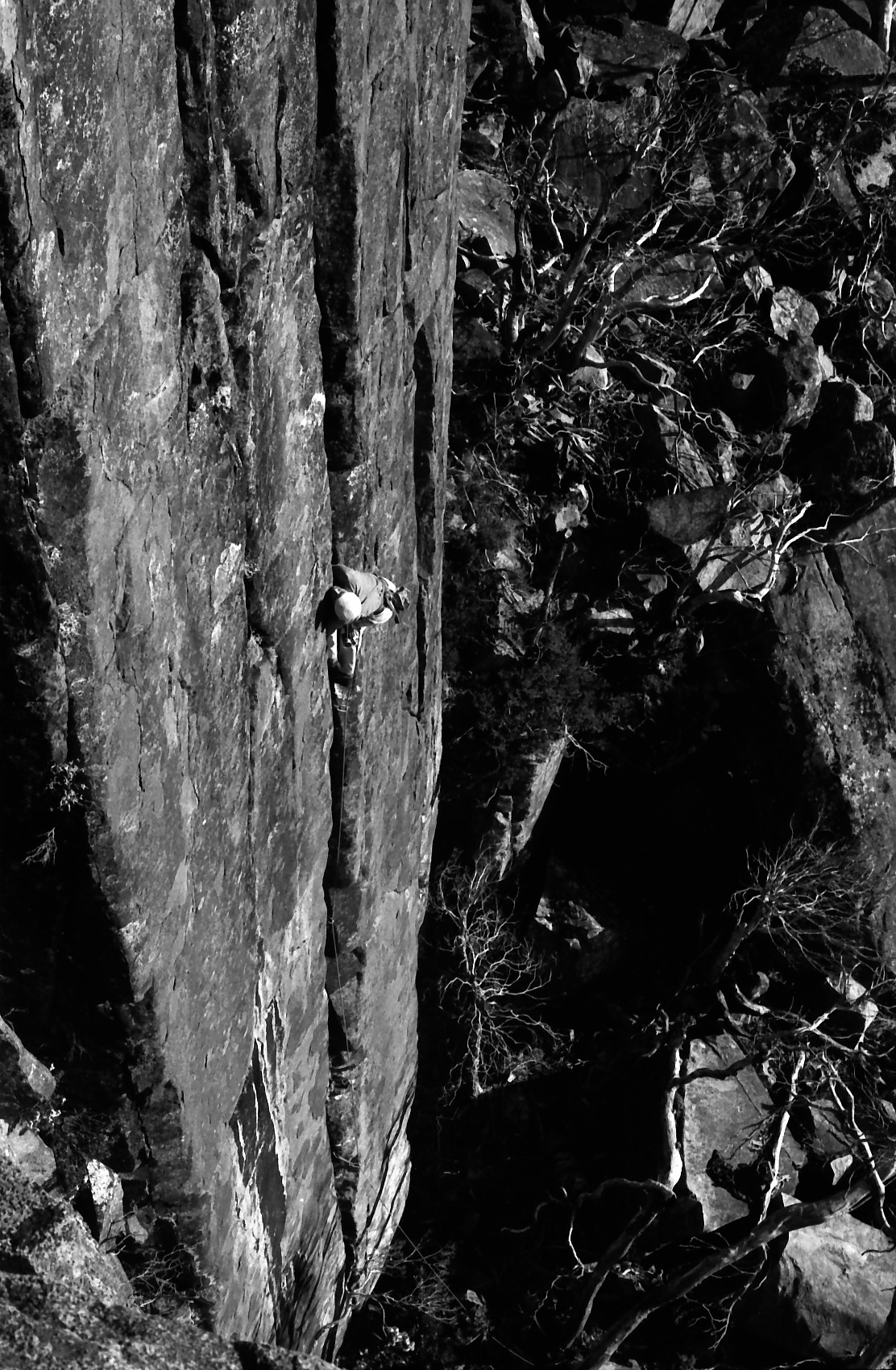
1975년 태즈메이니아 웰링턴산 로스트 월드(Lost World)에서 새비지 저니의 첫 등정에 오른 헨리 바버

등산에서, 첫 등정(영어: First ascent, 가이드북에서 FA로 설명)은 산 정상의 첫 번째 성공적이고 기록적인 성취 또는 특정한 등반 경로를 따르는 첫 번째 등반이다. 첫 번째 산 등정은 다른 사람들이 개척한 길을 오르는 것보다 더 큰 위험과 도전과 인식을 가진 진정한 탐험을 수반하기 때문에 주목할 만하다. 첫 등정을 수행하는 사람을 첫 등정자(first ascensionist)라고 한다.

## 역사
많은 저명한 산들조차 첫 번째 등정에 대한 자세한 내용은 불충분하거나 불분명하다. 때로는 정상에 있는 돌무지, 유물 또는 비문이 사전 등반의 유일한 증거이기도 하다. 오늘날 첫 등정은 일반적으로 주의 깊게 기록되어 일반적으로 가이드 북에 기재되어 있다.
이 용어는 또한 특정한 기술을 사용하거나 로프 없이 또는 산소 없이 노스 페이스(North Face)를 통해 특정한 경로를 택할 때 사용된다.

## 관련 용어
암벽 등반에서는, 특히 난이도가 높은 루트에서는 도구를 사용한 것과 사용하지 않는 것(프리클라이밍)을 구분하지 않았던 시기가 있다. 프리클라이머는 생명줄 등 최소한의 장비만을 사용한 조건에서의 첫 등반을 '최초 자유 등반'(first free ascent: FFA)이라고 부른다.
두 번째 등정(second ascents)은 첫 등정에서 얻은 교훈을 바탕으로 기술적인 개선이나 필요한 도구나 식량의 양의 파악 등을 목적으로 하는 등산이다.
이 밖에도 특정 산과 루트의 첫 등정을 기록할 수도 있다. 하나는 겨울 첫 등정으로 이름 그대로 겨울에만 국한된 첫 등정이다. 이는 겨울철 기후가 루트의 난이도를 높이는 요인이 될 경우(해발이 높은 장소나 고위도 지역)에 가장 중요하다. 북반구에서는 조건에 관계없이 12월 21일부터 3월 21일까지의 사이를 동계로 하는 것이 일반적이다. 또한 히말라야 지역에서는 네팔이나 중국의 동계 허가는 12월 1일부터이지만 일반적인 동계 등정은 12월 21일부터이다.
다른 하나는 단독 첫 등정으로 산악인 1명뿐이라는 조건의 첫 등정을 의미한다.
마지막 등정(last ascent)라는 용어는 어떤 이유에서인지 어떤 산의 등정이 불가능하게 되거나 어떤 등산로가 사용 불가능하게 되었을 때의 마지막 등정을 말한다.

## 같이 보기
- 8000미터 봉우리